# Evangelische Kirche Buchschlag

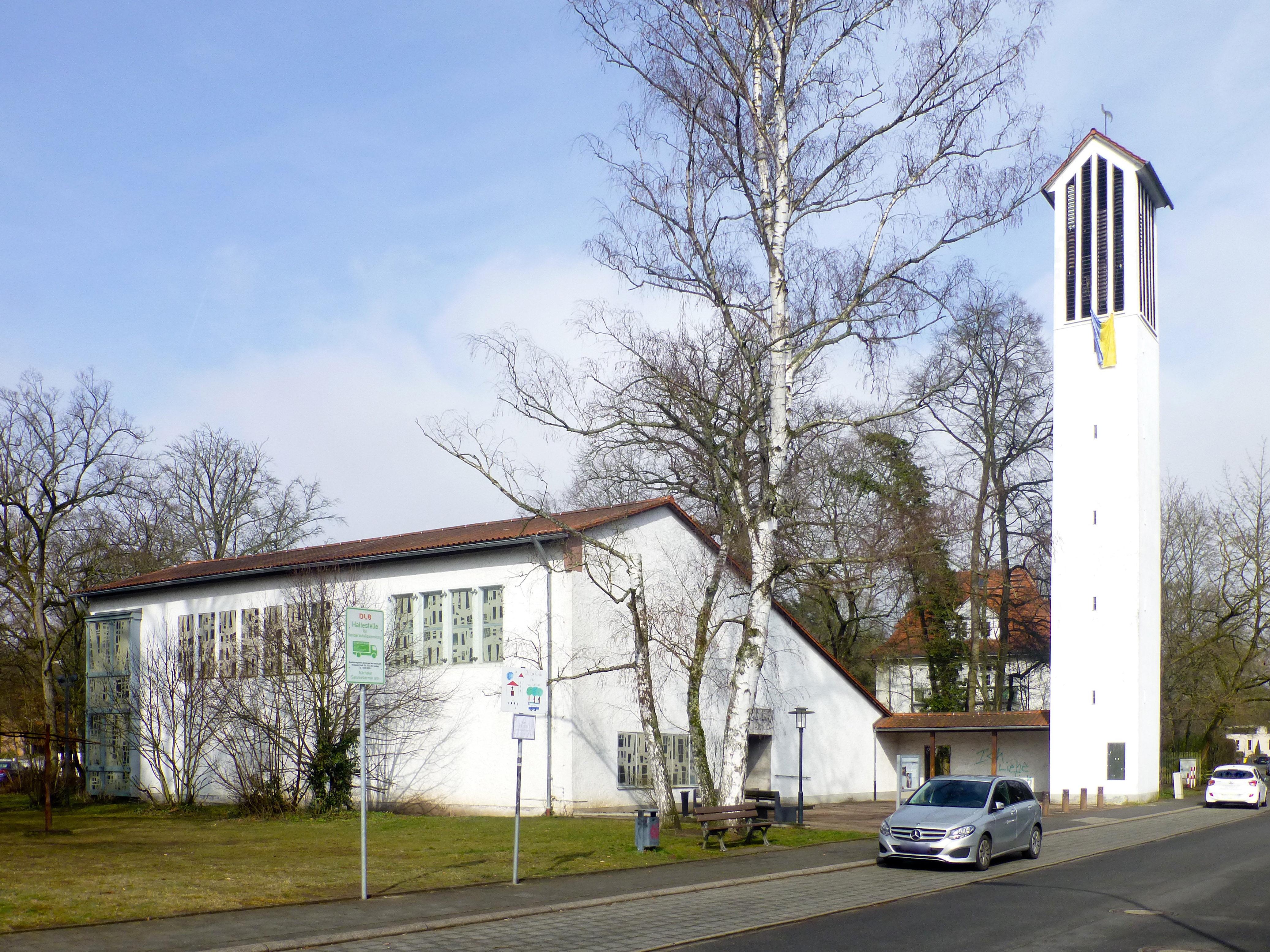
Südostansicht der evangelischen Kirche Buchschlag

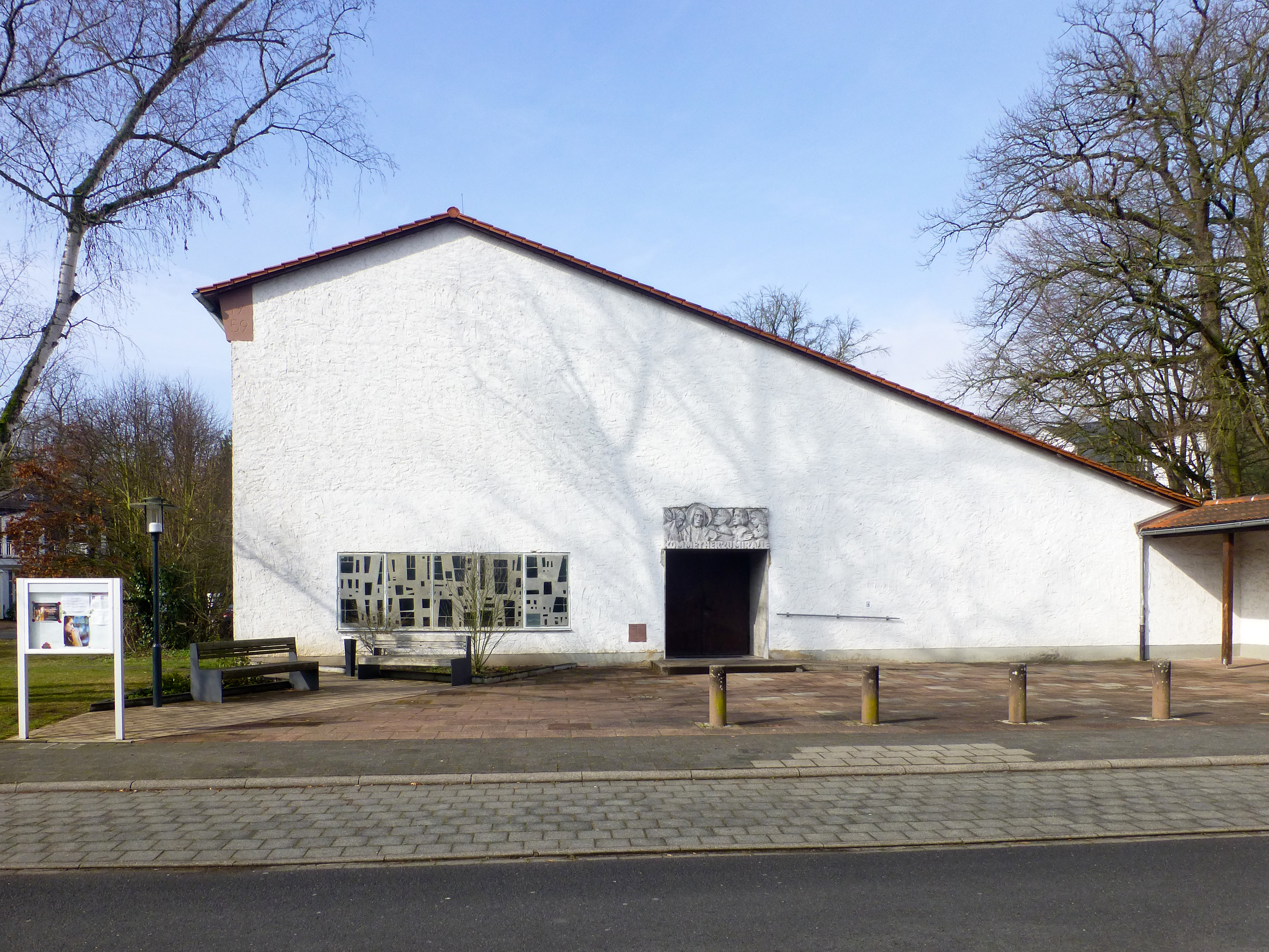
Ostansicht des Kirchenschiffes

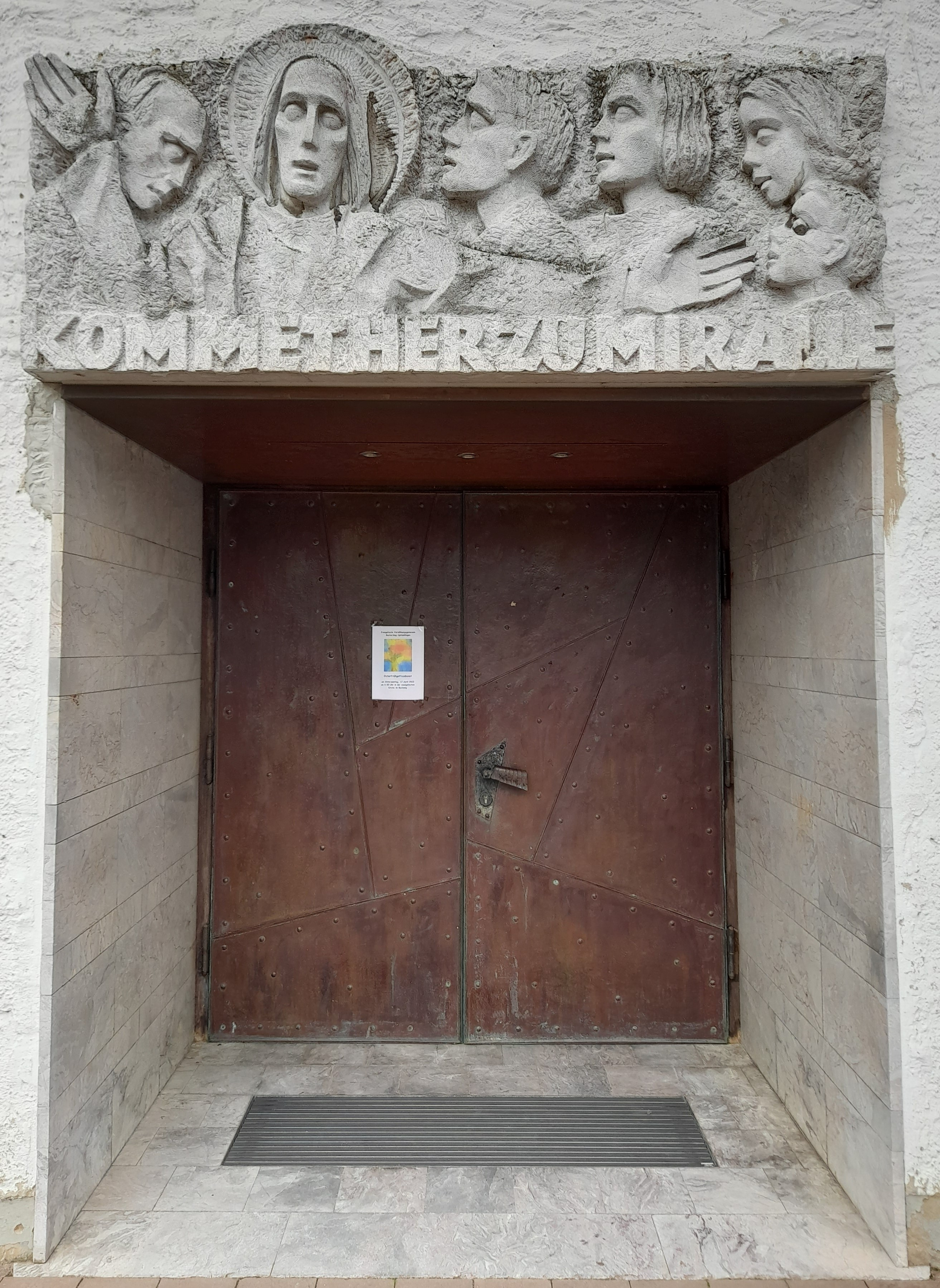
Eingangsportal des Kirchenschiffes

Die evangelische Kirche Buchschlag ist ein unter Denkmalschutz stehendes, im Stil der Moderne errichtetes Kirchengebäude im Dreieicher Stadtteil Buchschlag in Südhessen. Die Kirchengemeinde gehört zum Dekanat Dreieich-Rodgau der Evangelischen Kirche in Hessen und Nassau (EKHN).

## Geschichte
In den Anfangsjahren der Villenkolonie Buchschlag gab es noch kein Kirchengebäude vor Ort, sodass evangelische Gottesdienste entweder in Privaträumen oder anderweitig genutzten Gebäuden (z. B. dem alten Forsthaus, Feuerwehrhaus oder Rathaussaal) gefeiert werden mussten. Ein erstes evangelisches Gemeindezentrum wurde erst 1936 geschaffen, indem die Kirchengemeinde ein Wohnhaus im Forstweg umbauen ließ, um darin die Feier von Gottesdiensten zu ermöglichen.
1952 wurde von der evangelischen Gemeinde schließlich das Baugrundstück erworben, auf dem das heutige Kirchengebäude steht. Der Neubau wurde nach Plänen des Buchschlager Architekten Heinz Knodt ausgeführt, wobei im Zuge der Bauarbeiten teils erhebliche Abweichungen von den Entwürfen Knodts vorgenommen wurden. Obwohl erst 1956 veröffentlicht, stammen die Baupläne möglicherweise noch aus der Vorkriegszeit und wurden vom Architekten nach Kriegsende noch einmal überarbeitet.
Ende der 1970er-Jahre wurde das Kirchenschiff um einen Gemeindesaal im Westen erweitert.

## Baubeschreibung
Die evangelische Kirche in Buchschlag liegt an der Straßengabelung Buchweg-Jägerweg nördlich des Hengstbaches, der die Villenkolonie Buchschlag nach Norden von der Bebauung jüngeren Datums abgrenzt. Das schlichte Kirchengebäude gliedert sich in ein Kirchenschiff im Süden und einen hohen, unmittelbar an der Straße stehenden Campanile im Norden.
Ein Eingangsportal im Osten, das vor allem aufgrund eines Steinreliefs über der Tür hervorsticht, führt ins Innere des Kirchenschiffs, das von einem durch mehrere Rundpfeiler im nördlichen Teil des Raumes getragenen, asymmetrischen Satteldach überfangen wird. Der Kirchenraum wirkt äußerst schlicht, die Wände sind bis auf Betonglas-Fensterbänder in Süd- und Ostwand des Kirchenschiffes schmucklos. Über dem Eingang im Osten befindet sich die Orgelempore. Ihr gegenüber liegt im Westen der Altarraum, dessen Mitte eine Kanzel einnimmt, rechts daneben steht der Altar. Ein Mittelgang trennt die Bestuhlung in zwei Blöcke und führt vom Eingang im Osten direkt auf den Altarraum im Westen zu. Der Gottesdienstraum lässt sich bei Bedarf um einen Gemeinderaum vergrößern, der nur durch eine Schiebewand von diesem abgetrennt ist.

## Ausstattung
Die künstlerisch hochwertige Ausstattung steht im Kontrast zur geradlinigen Schlichtheit des Kirchenraums.
Der aus Muschelkalk gehauene, in geschwungenen und runden Formen ausgeführte Altar sowie der in gleicher Gestaltung konzipierte Taufstein wurden 1957 von den Bildhauerbrüdern Klaus und Hans Steinbrenner angefertigt. Auch die aus Eichenholz gefertigte, vertikal konstruierte Kanzel ist eine Arbeit der Brüder Steinbrenner.
Die Betonglasfenster stammen von Gerhard Dreher und tragen als Einzelkunstwerk den Titel „Fünf Glocken“.